# 합천 조언형 묘갈
합천 조언형 묘갈(陜川 曺彦亨 墓碣)은 대한민국 경상남도 합천군 삼가면 하판리에 있는 조선시대의 비석이다.
2004년 7월 1일 경상남도의 유형문화재 제410호 합천삼가 하판리 조언형묘갈으로 지정되었다가, 2018년 12월 20일 현재의 명칭으로 변경되었다.

## 개요
이 비석은 우선 그 형태가 특이하다. 비수와 비신을 한 덩어리의 돌로 만들고 양쪽의 측면에 지주석을 대어서 바람과 빗물로부터 어느 정도 비석을 보호할 수 있게 하고 한편으로는 우아함과 함께 권위를 느낄 수 있도록 하였다. 비수를 두 마리의 용이 여의주를 보호하는 형태로 만들되, 여의주가 비수 크기에 비해 상대적으로 커 보이며 두 마리 용의 입으로부터 여의주에 이르기까지가 파여 있어서 여의주가 상대적으로 매우 돋보이게 표현되어 있다. 이는 마치 남명이 자신의 마음을 수양하면서 제시했던 "용이 여의주를 보살피듯 항상 마음에서 잊지 않아야 한다.(如龍養珠心不忘)"는 구절을 형상화한 것처럼 보인다.
따라서 이 비석은 연도가 오래 되었을 뿐만 아니라 당대의 다른 비석에 비해서도 그 형태가 특이하다.

## 같이 보기
- 조언형 묘갈명 조식 친필 - 경상남도 유형문화재 제649호

## 참고 문헌
- 합천 조언형 묘갈 - 국가유산청 국가유산포털